# Tonnerre sur Timberland
Pour l’article homonyme, voir Tonnerre sur Timberland.
Pour plus de détails, voir Fiche technique et Distribution.
Tonnerre sur Timberland (Guns of the Timberland) est un western américain en Technicolor réalisé par Robert D. Webb, sorti en 1960.

## Synopsis
Le bûcheron Jim Hadley et son équipe recherchent une nouvelle forêt à exploiter. Ils en localisent une en dehors de la ville de Deep Wells. Ses habitants, dirigés par Laura Riley, s'opposent à l'abattage des arbres car cela provoquerait des glissements de terrain pendant les fortes pluies. Le conflit entre les habitants de la ville et les bûcherons est inévitable.

## Fiche technique
- Titre français : Tonnerre sur Timberland
- Titre original : Guns of the Timberland
- Réalisation : Robert D. Webb
- Scénario : Joseph Petracca, d'après Guns of the Timberlands (publié en français sous le titre de Les Cow-boys du B-Bar), roman de Louis L'Amour (1955)
- Producteur : Aaron Spelling, Alan Ladd
- Photographie : John F. Seitz
- Montage : Tom McAdoo
- Musique : David Buttolph
- Société de production : Jaguar Productions
- Société de distribution : Warner Bros
- Pays d'origine : États-Unis
- Format : couleur (Technicolor) - 1.85:1:1 - son : Mono (RCA Sound Recording)
- Genre : Western
- Durée : 91 min
- Dates de sortie :
  -  États-Unis : 1er février 1960
  -  France : 8 avril 1960

## Distribution
- Alan Ladd (VF : René Arrieu) : Jim Hadley
- Jeanne Crain : Laura Riley
- Gilbert Roland (VF : Claude Bertrand) : Monty Welker
- Frankie Avalon : Bert Harvey
- Lyle Bettger (VF : Jean Amadou) : Clay Bell
- Noah Beery Jr. : Blackie
- Verna Felton : Tante Sarah
- Alana Ladd (VF : Sophie Leclair) : Jane Peterson  (Janie Peterson en VF)
- Regis Toomey (VF : Claude Péran) : le shériff Taylor
- Johnny Seven (VF : Henry Djanik) : Vince
- George Selk  (VF : Paul Villé) : Amos Stearns (George Stearns en VF)
- Paul E. Burns (VF : Georges Hubert) : Bill Burroughs
- Henry Kulky : Logger